# 長崎鼻古墳
長崎鼻古墳（日语：／ Nagasakinohanakofun）是位於日本香川縣高松市屋島西町的一座前方後圓墳，位於日本國史跡和自然紀念物屋島的範圍內。

## 概要
古墳位於高松市北部，面臨瀨戶內海的屋島，標高約55米的長崎鼻的山脊上。古墳在明治初年曾經遭人胡亂挖掘，1997-1999年度，高松市教育委員會展開了確認調查。
古墳雖然是前方後圓墳，但是前方部分有別於其他同時期的古墳，呈窄長形，就像是有柄的手持鏡子一樣朝向西南偏西的方面。墳丘有3層，其表面雖有葺石，但是未有發現埴輪，中間細部附近則出土了一件小型圓底壺。主體部分的墓室形態為位處於後圓部分的豎穴式石室，石室內有一副阿蘇石（阿蘇山爆發而成的熔结凝灰岩）製的刳拔式舟形石棺。
古墳推測建於古墳時代中期（約5世紀初）。由於當時屋島是一個島，周邊也沒有展現經濟實力的農耕平地，因此推測入葬者是掌握了海上交通的人，阿蘇石製石棺則顯示了其活躍範圍之大。而且，香川縣的大多數古墳都是建於內陸的丘陵之上，後圓部分也是朝向平原方向，由於古墳所在地和方位，加上達3層且有精緻的葺石的古墳在香川縣內絕無僅有，展示了其有別於當地古墳的特色。
1934年，古墳所在的屋島獲指定為日本國史跡和自然紀念物。

## 規模
古墳規模如下。
- 墳丘長：45.8米[2]或45米[1]
- 後圓部分，3層。
  - 直徑：28米
  - 高：5米
- 中間細部
  - 寬：15.6米
- 前方部分，3層。
  - 寬：20米
  - 高：3.6米

## 墓室形態
古墳的主體部分的墓室為位於後圓部分的豎穴式石室。其中，墓壙長6米，寬3.5米，地面鋪上小石塊，數目足以半掩蓋石棺。小石塊上面也堆叠了以安山岩製的板石。
石棺為阿蘇溶結凝灰岩製的刳拔式舟形石棺，長2.5米，寬1米，棺蓋高0.2米，棺身高0.55米。棺蓋的倒邊的一面有3處突出部分，棺身則有船舷状的突起部分，棺身底面矓呈半圓形，棺內面則油上了紅色顏料。石棺推測在北肥後地方的菊池川流域製成。在香川縣的古墳中，原本被認為是最早使用同一產地的石棺的是5世紀中葉建成，位於觀音寺市的丸山古墳和青塚古墳，但是由於長崎鼻古墳建於5世紀初，因此作出了修正。

## 外部連結
- 長崎鼻古墳 （页面存档备份，存于）